# Azerbajdzsáni apostoli prefektúra
Az Azerbajdzsáni apostoli prefektúra a római katolikus egyház egyetlen ordinariátusa apostoli prefektúrája Azerbajdzsánban, mely az ország teljes területét lefedi. Exempt prefektúra (azaz nem szuffragáns, nem tartozik semelyik egyháztartományhoz sem), közvetlenül az Apostoli Szentszék felügyelete alá van rendelve. Prefektusa a (cseh)szlovákiai születésű Vladimír Fekete szalézi rendi (SDB.) szerzetes püspök. A prefektúrának egy előszékesegyháza, (a bakui Szeplőtelen fogantatás templom) és négy kápolnája van, mindegyik Bakuban. A prefektúra egyházjogi státuszát a II. János Pál pápa és Heydər Əliyev volt azeri elnök által aláírt konkordátum alapján a helyi jog biztosítja.

## A prefektúra címere
A címert a szlovákiai Marek Sobola, egy heraldikával foglalkozó művész tervezte 2017-ben.

## Szomszédos ordinariátusok
- Kaukázusi apostoli kormányzóság (nyugat)
- Szaratovi Szent Kelemen-egyházmegye (észak)
- Türkmenisztáni önálló misszió (kelet)
- Teherán-Iszfaháni főegyházmegye (dél)